# Blågrå monark
Blågrå monark (Myiagra rubecula) är en fågel i familjen monarker inom ordningen tättingar.

## Utseende och läte
Blågrå monark är en långstjärtad och slank tätting med tunn näbb. Hanen är djupt blågrå ovan och vit under, med blågrå haklapp som har konvex underkant. Hjässan är ljusare än strupen. Hane satängmonark har enhetligt mörkt huvud, svartaktiga (ej gråaktiga) stjärtpennor och konkav kant på haklappen. Honan är ljusare blågrå ovan, med ljusorange strupe och bröst. Sången består av en upprepad två stavig vissling, medan lätet är ett ljudligt och strävt "zerp".

## Utbredning och systmeatik
Blågrå monark delas in i sex underarter med följande utbredning:
- M. r. papuana – savann på södra Nya Guinea och på ön Boigu i norra Torres sund
- M. r. concinna – norra Australien (från King Sound i Western Australia till nordvästra Queensland)
- M. r. okyri – norra Queensland på Kap Yorkhalvön
- M. r. yorki – östra Australien (från Burdekin River i Queensland till nordöstligaste New South Wales)
- M. r. rubecula – häckar i sydöstra Australien (från nordöstra New South Wales till centrala och södra Victoria), flyttar norrut om vintern
- M. r. sciurorum – förekommer i arkipelagerna Louisiaderna och D'Entrecasteaux-öarna

## Levnadssätt
Blågrå monark hittas i olika typer av skogslandskap. Den ses sitta högt uppe i trädtaket, ofta med snabbt darrande stjärt.

## Status
Arten har ett stort utbredningsområde och beståndet anses vara stabilt. Internationella naturvårdsunionen IUCN listar den därför som livskraftig (LC).

## Bilder

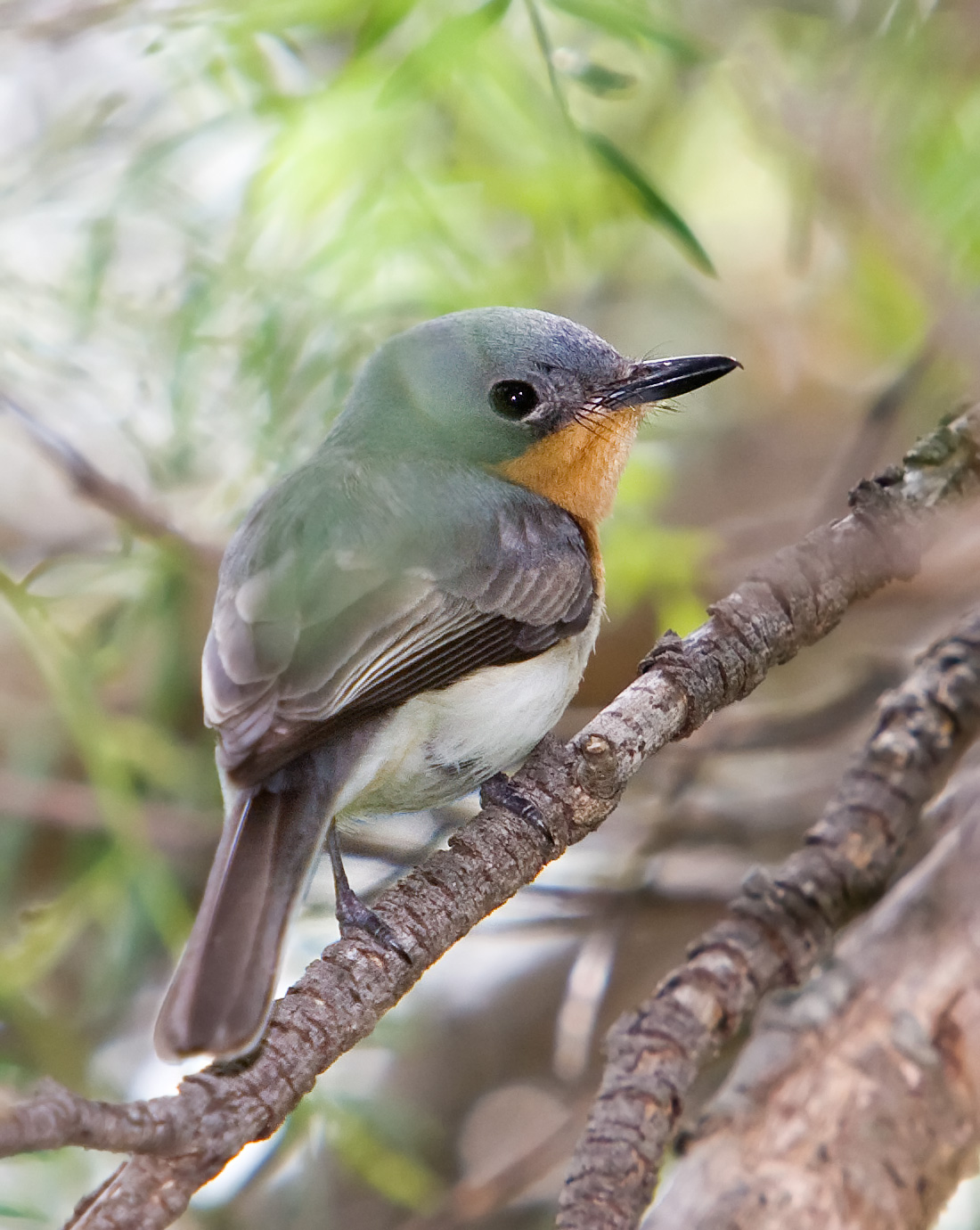
Adult hona.
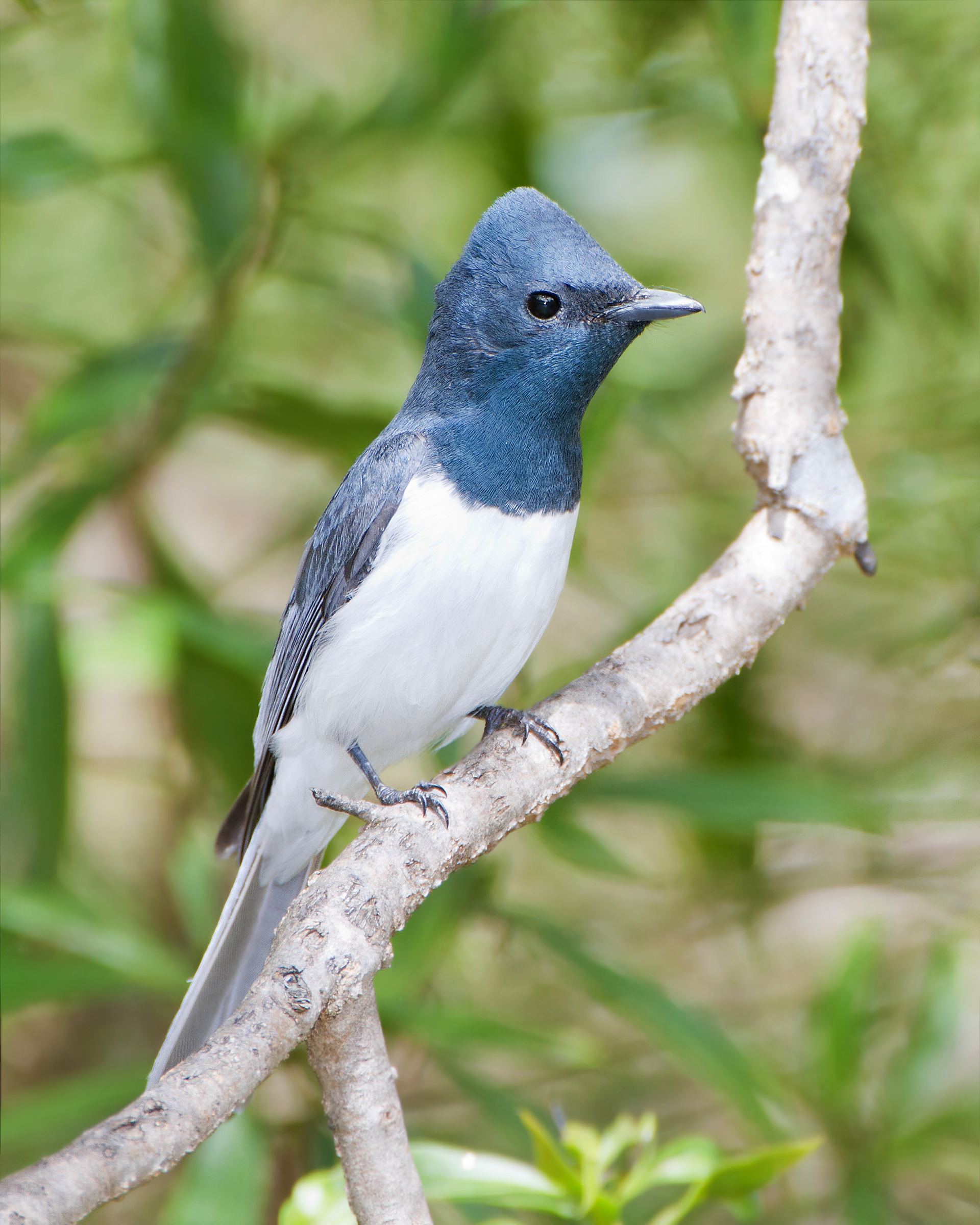
Adult hane.
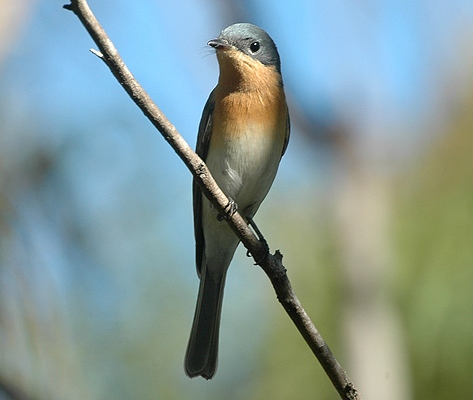
Adult hona.
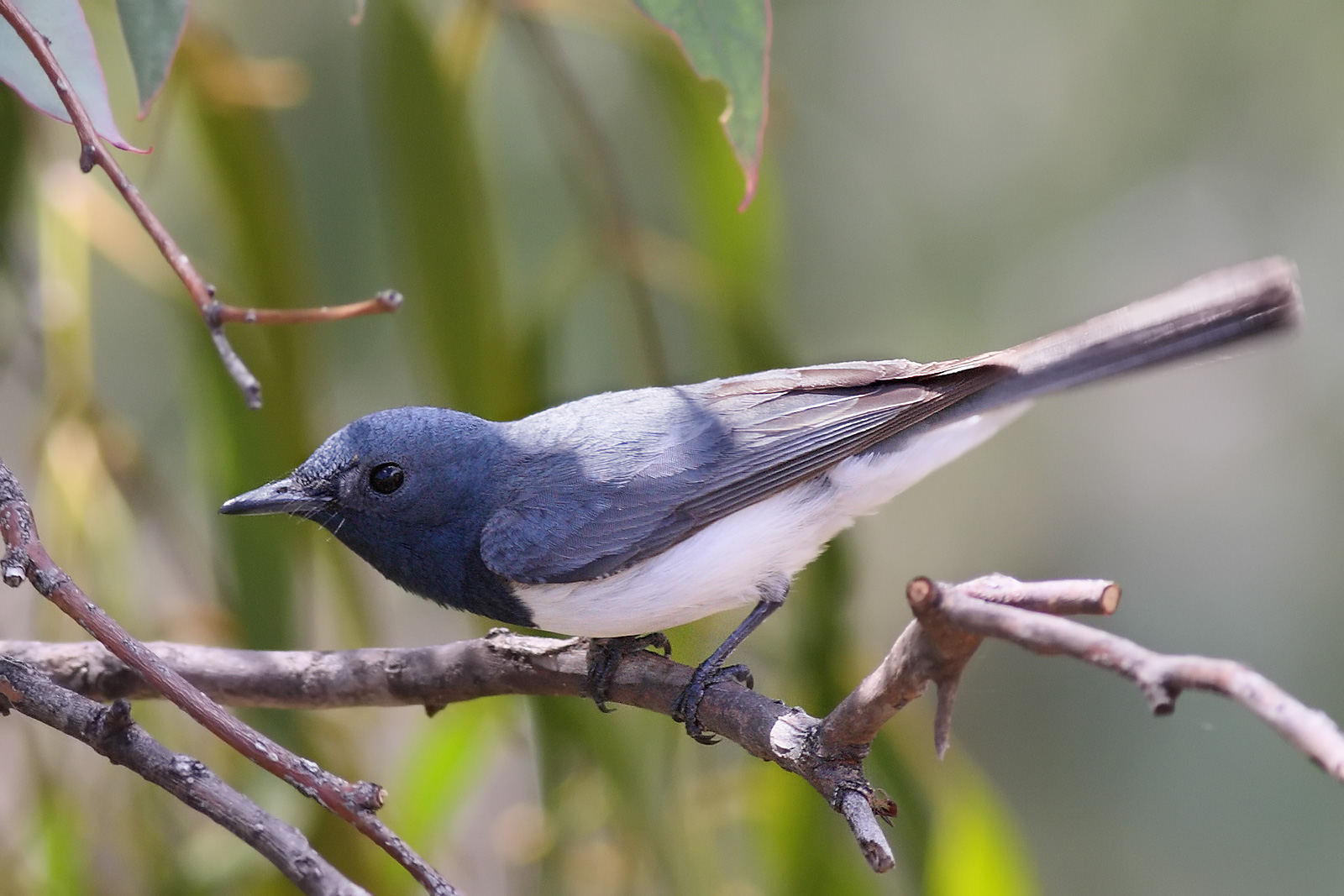
Adult hane.
- Film av adult hane.